# Węże
Węże [pronunciación en polaco: /ˈvɛ̃ʐɛ/] es un pueblo ubicado en el distrito administrativo de Gmina Działoszyn, dentro del condado de Pajęczno, voivodato de Łódź, en el centro de Polonia. Se encuentra aproximadamente a 7 kilómetros al suroeste de Działoszyn, a 16 kilómetros al suroeste de Pajęczno, y a 90 kilómetros al suroeste de la capital regional , Łódź. 